# تشارلز كوفين ليتل
تشارلز كوفين ليتل (بالإنجليزية: Charles Coffin Little)‏ هو ناشر أمريكي، ولد في 25 يوليو 1799 في كينبونك في الولايات المتحدة، وتوفي في 11 أغسطس 1869 في كامبريدج في الولايات المتحدة.